# Mônica Roberto Gadelha
Mônica Roberto Gadelha (Rio de Janeiro, 23 de julho) é uma médica brasileira
Foi eleita membro da Academia Nacional de Medicina em 2014.